# Норт Бостон (Њујорк)
Норт Бостон (енгл. North Boston) насељено је место без административног статуса у америчкој савезној држави Њујорк.

## Демографија
По попису из 2010. године број становника је 2.521, што је 159 (-5,9%) становника мање него 2000. године.
| Група             | 2000.         | 2010.         |
| Белци             | 2.643 (98,6%) | 2.471 (98,0%) |
| Афроамериканци    | 2 (0,1%)      | 3 (0,1%)      |
| Азијати           | 1 (0,0%)      | 8 (0,3%)      |
| Хиспаноамериканци | 24 (0,9%)     | 24 (1,0%)     |
| Укупно            | 2.680         | 2.521         |